# フランソワ・ダジャンクール
フランソワ・ダジャンクール（François d'Agincourt, 1684年 - 1758年4月30日）は、フランス後期バロック音楽の作曲家・鍵盤楽器奏者。
ノルマンディーのルーアン出身。ジャック・ボワヴァンとニコラ・ルベーグに師事した後、17歳でシテ島の聖マドレーヌ教会のオルガニストに指名される。1706年にボワヴァンを継いでルーアンのノートルダム大聖堂の教会オルガニストとなり、サントゥーアンの王立修道院にもオルガニストとして仕える。1714年に宮廷礼拝堂の4人のオルガニストの一人となり、年下のルイ＝クロード・ダカンより優遇された。門人にジャック・デュフリがいる。
現存する作品には、以下のものが知られている。
- クラヴサン曲集（1733年）：王妃に献呈されているものの、この年に没したフランソワ・クープランへの表敬作品となっている。クープランと同じく、組曲は「オルドル」と呼ばれ、描写的な性格的小品が伝統的な舞曲楽章よりまさっている。ダジャンクールの表現様式はメランコリーより快活さに満ちている。
- オルガン曲集（手稿譜）。
- （声楽と通奏低音のための）歌曲集（全2巻）

### 音源ファイル
"Suite du 2e ton" (organ)
- plein jeu
- récit de nasard
- duo
- concert de flûtes
- trio
- grand jeu